# Gulf Hills
Gulf Hills é uma Região censo-designada localizada no estado americano de Mississippi, no Condado de Jackson.

## Demografia
Segundo o censo americano de 2000, a sua população era de 5900 habitantes.

## Geografia
De acordo com o United States Census Bureau tem uma área de
20,9 km², dos quais 19,6 km² cobertos por terra e 1,3 km² cobertos por água.

## Localidades na vizinhança
O diagrama seguinte representa as localidades num raio de 12 km ao redor de Gulf Hills.